# Kreuzer

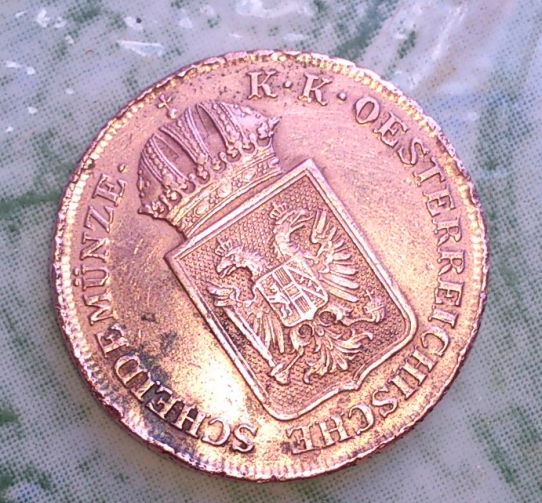
Kreuzer de 1848, lado do brasão austríaco

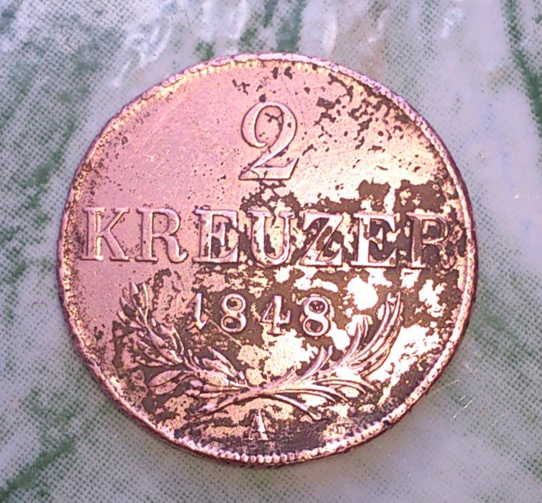
Kreuzer de 1848, lado do valor da moeda

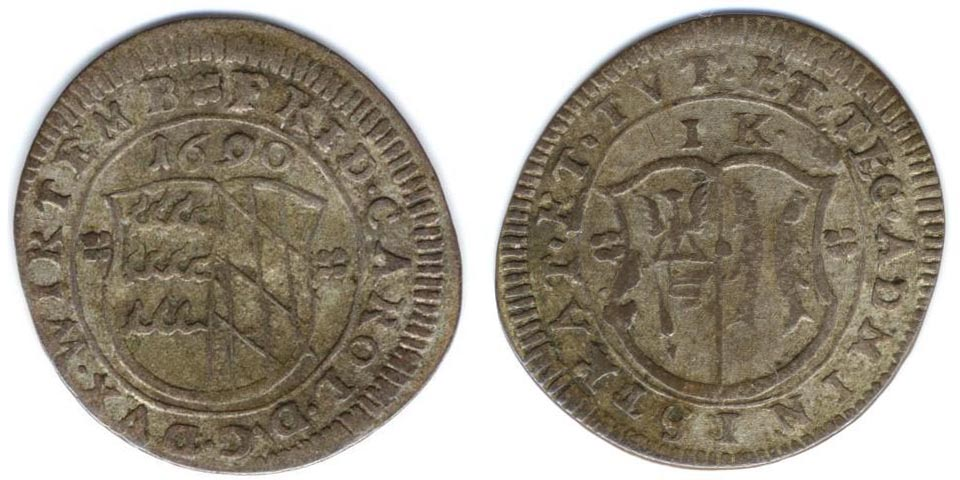
Kreuzer de 1690

O kreuzer é uma moeda austro-húngara de cobre (1,6 g), cunhada pela primeira vez em 1271, no Tirol. 1 kreuzer equivale a cêntimo de florim (a sua designação deriva da dupla cruz marcada na parte exterior). Durante os séculos XVIII e XIX foi cunhada em cobre.